# Torch Games
Torch Games é uma desenvolvedora brasileira independente de jogos eletrônicos. Foi fundada pelo desenvolvedor de jogos brasileiro Júlio Trasferetti e atualmente conta com 6 colaboradores de diversas partes do globo. Seu produto de estreia é o jogo RUN, desenvolvido com utilização do motor de jogo Unreal Engine 4 e previsto para lançamento em 2016 nas plataformas Windows, Mac, Linux, PS4 e Xbox One.

## História
A empresa foi fundada por Júlio Trasferetti Nicolucci em Indaiatuba em abril de 2014, quando ele ainda estudava Ciências da Computação na USP. Iniciou o projeto sozinho, mas logo percebeu que precisaria da ajuda de uma equipe. Almejando um processo colaboratório justo, em que todos os envolvidos pudessem opinar e contribuir de forma igual, contatou, através da internet, pessoas de diversos países para participar de seu projeto. Em junho do mesmo ano, já havia selecionado 7 interessados para trabalhar com ele em RUN, o primeiro jogo da empresa. Em apenas um ano, o grupo conquistou público nas redes sociais e chamou a atenção da mídia, o que levou a um reconhecimento internacional por parte de empresas ligadas a jogos eletrônicos, como Sony e Microsoft, chegando, inclusive, a expor seu jogo nas feiras estadunidenses GDC (Game Developers Conference) e E3 (Electronic Entertainment Expo). A empresa é um dos poucos estúdios independentes a serem licenciados para lançamento oficial pela Sony nos territórios onde esta se faz presente. No momento, a companhia concentra suas energias na finalização de RUN, mas já possui planos para desenvolvimentos futuros.

## Colaboradores
Além de Júlio, presidente e diretor da desenvolvedora, a equipe da Torch Games conta atualmente com a colaboração de 6 profissionais relacionados à área de jogos eletrônicos:
- Daniel Zaidan (Brasil - artista 3D)
- Rodrigo Silva (Brasil - marketing e relações públicas)
- Alexander Nestoratos (Grécia - diretor criativo, engenheiro eletrônico e técnico de rede)
- Braden Parkes (EUA - técnico de áudio)
- Thomas Frost (França - músico multi-instrumentista, compositor, produtor musical e designer de som)
- Béla Szabó (Hungria - artista 3D)

### Ex-colaboradores
- Sara Naji (Marrocos - artista digital)
- Ahmad Said (Egito - artista de personagens 3D)
- Dhaval Soni (Índia - animador)
- Walid Feghali (Suécia - compositor, engenheiro e artista conceitual)

## Jogos
- RUN (Windows, Mac, Linux, PS4 e Xbox One) - Previsto para o primeiro semestre de 2016